# Shifting Realities
Shifting Realities è il secondo album del gruppo Gothic metal italiano Dakrua. È stato pubblicato nel 2002 dalla Scarlet Records.

## Tracce
1. Ephemerae – 4:36
2. Frozen Sun – 4:05
3. The Waiting – 4:18
4. Deceive Me – 5:53
5. Of Life And Will – 4:21
6. Divine Masquerade – 3:22
7. Down Over – 1:07
8. Seas Of Silence – 4:41
9. Not Mine – 1:51
10. The Outer Void – 4:38
11. Wasted Words – 2:39

## Formazione
- Alessandro Buono - chitarra
- Marco Lo Cascio - tastiere
- William Quattrone - voce e basso
- Eva Rondinelli - voce
- Davide Sangiovanni - batteria